# ラフヒード島

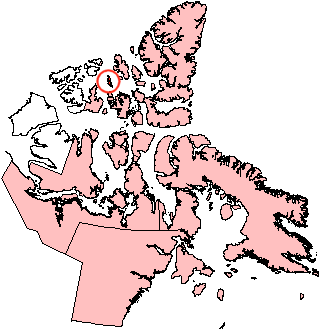
ラフヒード島の位置

ラフヒード島（ラフヒードとう、Lougheed Island）は、カナダの北極諸島の北部、クイーンエリザベス諸島を構成する島の一つ。北緯77度26分西経105度06分に位置し、ヌナブト準州に属する。面積は1,308km2である。近隣の島々に比べるとやや孤立した島で、エルフリングネース島とメルヴィル島の中間に位置する。1916年、ヴィルヤルマー・ステファンソン（Vilhjalmur Stefansson）がカナダ北極探検の途中で同島を発見した。
1993年4月14日、カナダ環境省は、Panarctic Oils Ltd. に発行していたラフヒード沖に400トンの金属スクラップを廃棄するための許可を取り消した。この決定は、グリスフィヨルド、レゾリュート、アークティックベイ、ポンドインレットの住民が訴えた不安に応えたものである。金属物を海中に廃棄する代わりに、ラフヒード島の上に廃棄させた場合の環境への影響を評価する研究プロジェクトが発足された。
1994年、カナダ地質調査所のラリー・ニューイットとオーストラリア地質調査機構のチャールズ・バートンは、ラフヒード島に臨時磁気観測所を設立した。ラフヒード島は磁北極の推定位置に近く、同観測所は地球磁場の短期変動を監視することを目的としている。